# احمد وحید دستجردی
احمد وحید دستجردی(زاده ۲۵ دی ۱۳۳۲) نظامی و سیاست‌مدار ایرانی است، که تا سال ۱۴۰۰ به‌عنوان رئیس هیئت مدیره گروه گسترش نفت و گاز پارسیان فعالیت می‌کند. او در فاصله سالهای ۱۳۷۷ تا ۱۳۸۶ مدیرعامل سازمان صنایع هوافضا و معاون وزیر دفاع بود و از ۱۳۸۸ تا ۱۳۹۰ به‌عنوان قائم‌مقام وزیر دفاع و پشتیبانی نیروهای مسلح فعالیت می‌کرد.
وی پیش‌تر، به‌عنوان مدیرعامل بنیاد تعاون سپاه، رئیس هیئت مدیره صندوق‌های بازنشستگی کارکنان صنعت نفت، نایب رئیس هیئت مدیره سایپا، عضو هیئت مدیره گروه خودروسازی بهمن، عضو هیئت مدیره شرکت صدرا فعالیت کرده است.

## تحصیلات
وحید دستجردی دانش‌آموخته کارشناسی مهندسی الکترونیک و کارشناسی ارشد مهندسی صنایع است، همچنین در رشته علوم استراتژیک در مقطع دکترا در حال تحصیل می‌باشد.

## تحریم
شورای امنیت سازمان ملل در قطعنامه‌های ۱۷۳۷ و ۱۷۴۷ خود کشورهای عضو سازمان ملل را به مسدود ساختن حساب‌های بانکی و متعلقات مالی و منابع اقتصادی وی ملزم کرده‌است. اندکی پس از این قطعنامه او از سازمان هوافضا رفت و سرتیپ پاسدار فرهی جایگزین وی شد.

## جنگ ایران و عراق
محسن رفیق‌دوست ادعا کرده که اوایل جنگ با عراق، احمد وحید و رحیم صفوی به همراه وی به لیبی رفتند و از معمر قذافی رهبر لیبی، چند عدد موشک اسکاد-بی به رایگان تحویل گرفته‌اند.

## خانواده
وی پسر دکتر سیف‌الله وحید دستجردی است که رئیس هلال احمر جمهوری اسلامی بود. خواهر وی، مرضیه وحید دستجردی نیز متصدی وزارت بهداشت، درمان و آموزش پزشکی در دولت دهم بود.